# 苯亞磺酸
苯亚磺酸是一种有机硫化合物，示性式為 C6H5SO2H。它在常溫常壓下是一种無色或白色结晶固體，通常以其钠盐的形式储存。其自由酸型態在水溶液中呈强酸性，在空氣中易氧化。苯亚磺酸及其衍生酯類具手性。

## 酸解離度
不同文獻中，苯亞磺酸所給 pK a值範围很大，但大多数作者给出的值约为 1.30。   此數據的不一致性可以通过引用值之间的离子强度差异来解释。通过测量不同离子强度下的pK a並向外推算至离子强度為零情況時，苯亚磺酸的pK a确定为 2.76。 这使得苯亞磺酸酸解離度比其相应的羧酸苯甲酸(pK a = 4.2) 更强，但比其相应的磺酸苯磺酸(pK a = − 6.5) 弱。

## 製備方式
苯亞磺酸可以通過多種方式製備，最容易的方式是透過锌粉或鐵还原苯磺酰氯制备。 然而，也可以使用其他起始材料。由于这种化合物的空气敏感性，大部分合成方式會製備其共軛鹼鹽。
{\displaystyle {\ce {2C6H5SO2Cl +2Zn->(C6H5SO2)2Zn +ZnCl2}}}
{\displaystyle {\ce {(C6H5SO2)2Zn +Na2CO3 +NaOH->2C6H5SO2Na + ZnCO3}}}
另一种方便的方法是以亚硫酸钠还原苯磺酰氯或苯磺酰氟，此時則會生成未解離酸形式而非其共軛鹼鹽： 
{\displaystyle {\ce {C6H5SO2Cl + Na2SO3 +H2O->C6H5SO2H + NaCl +NaHSO4}}}
此外，许多其他合成苯亞磺酸的方法也曾被報告，例如使用氯化锡 (II)，或同時使用二氧化硫和格氏试剂。 ，通过苯硫醇的氧化常因过度氧化，難以制备苯亞磺酸。

## 性質
亞磺酸中硫的氧化數为 +4。它们易于氧化为磺酸（氧化數+6)以及通过次磺酸 (氧化數+2) 的中間產物还原为硫醇 (氧化數-2) 。 
亞磺酸衍生物在酸性條件下會發生自身氧化還原反應： 
{\displaystyle {\ce {2PhSO2H->PhSO2SOPh + H2O}}}
{\displaystyle {\ce {PhSO2SOPh->{PhSO2^{.}}+PhSO^{.}->PhSO3SPh}}}
{\displaystyle {\ce {PhSO3SPh +PhSO2H->PhSO3H +PhSO2SPh}}}
另外，苯亚磺酸与硫反应生成苯基硫代亞磺酸酯和苯基硫代亚磺酸。 

## 應用
苯亚磺酸的主要在其他化學物質合成用途上，因为它能稳定相邻碳原子上的负电荷且具手性，常用于碳-碳键的不对称合成。苯亚磺酸也是钯合金电镀過程中所用的一種原料。